# Мелверн (Канзас)
Мелверн (енгл. Melvern) град је у америчкој савезној држави Канзас.

## Демографија
По попису из 2010. године број становника је 385, што је 44 (-10,3%) становника мање него 2000. године.
| Група             | 2000.       | 2010.       |
| Белци             | 418 (97,4%) | 367 (95,3%) |
| Афроамериканци    | 0 (0,0%)    | 1 (0,3%)    |
| Азијати           | 0 (0,0%)    | 3 (0,8%)    |
| Хиспаноамериканци | 4 (0,9%)    | 9 (2,3%)    |
| Укупно            | 429         | 385         |